# کنبی (اورگن)
کنبی (به انگلیسی: Canby) شهری در شهرستان کلاکاماس ایالت اورگن است و در سرشماری سال ۲۰۱۱ میلادی، ۱۵٬۸۲۹ نفر جمعیت داشته که نسبت به سال ۲۰۱۰، ۰٫۰۱ درصد رشد جمعیت داشته‌است.

## موقعیت جغرافیایی
موقعیت جغرافیایی شهرها و مناطق اطراف به شرح زیر است: